# Chlorure de cérium(III)
 (février 2022).
La mise en forme du texte ne suit pas les recommandations de Wikipédia : il faut le « wikifier ».
Les points d'amélioration suivants sont les cas les plus fréquents. Le détail des points à revoir est peut-être précisé sur la page de discussion.
- Les titres sont pré-formatés par le logiciel. Ils ne sont ni en capitales, ni en gras.
- Le texte ne doit pas être écrit en capitales (les noms de famille non plus), ni en gras, ni en italique, ni en « petit »…
- Le gras n'est utilisé que pour surligner le titre de l'article dans l'introduction, une seule fois.
- L'italique est rarement utilisé : mots en langue étrangère, titres d'œuvres, noms de bateaux, etc.
- Les citations ne sont pas en italique mais en corps de texte normal. Elles sont entourées par des guillemets français : « et ».
- Les listes à puces sont à éviter, des paragraphes rédigés étant largement préférés. Les tableaux sont à réserver à la présentation de données structurées (résultats, etc.).
- Les appels de note de bas de page (petits chiffres en exposant, introduits par l'outil «  Source ») sont à placer entre la fin de phrase et le point final[comme ça].
- Les liens internes (vers d'autres articles de Wikipédia) sont à choisir avec parcimonie. Créez des liens vers des articles approfondissant le sujet. Les termes génériques sans rapport avec le sujet sont à éviter, ainsi que les répétitions de liens vers un même terme.
- Les liens externes sont à placer uniquement dans une section « Liens externes », à la fin de l'article. Ces liens sont à choisir avec parcimonie suivant les règles définies. Si un lien sert de source à l'article, son insertion dans le texte est à faire par les notes de bas de page.
- La présentation des références doit suivre les conventions bibliographiques. Il est recommandé d'utiliser les modèles {{Ouvrage}}, {{Chapitre}}, {{Article}}, {{Lien web}} et/ou {{Bibliographie}}. Le mode d'édition visuel peut mettre en forme automatiquement les références.
- Insérer une infobox (cadre d'informations à droite) n'est pas obligatoire pour parachever la mise en page.

Pour une aide détaillée, merci de consulter Aide:Wikification.
Si vous pensez que ces points ont été résolus, vous pouvez retirer ce bandeau et améliorer la mise en forme d'un autre article.
Le chlorure de cérium(III) (ou chlorure céreux ou trichlorure de cérium), est un composé chimique de cérium et de chlore, de formule CeCl3. Ce sel blanc hygroscopique, exposé à l'air humide, forme un hydrate de composition variable, mais dont la forme heptahydrate CeCl3·7H2O est identifiée.
Il est très soluble dans l'eau, l'éthanol et l'acétone.

## Préparation de CeCl3anhydre
L'hydrate seul s'hydrolyse très facilement dans des conditions de température douces.
On peut obtenir du CeCl3 anhydre en chauffant progressivement l'hydrate à 140°C pendant plusieurs heures sous vide,,. À l'issue de cette hydrolyse, il est possible d'obtenir de l'oxychlorure CeOCl, cependant il est possible de l'isoler par réaction avec les organolithiens et les réactifs de Grignard.
Le solide CeCl3 pur anhydre peut être obtenu par déshydratation de l'hydrate, soit en chauffant lentement à 400 °C avec quatre à six équivalents de chlorure d'ammonium sous vide poussé,,,, soit en chauffant avec un excès de chlorure de thionyle pendant trois heures,. L'halogénure anhydre peut être préparé alternativement à partir de cérium métallique ou de chlorure d'hydrogène,. Il est généralement purifié par sublimation à haute température sous vide poussé.

## Utilisations
Le chlorure de cérium(III) peut être utilisé pour la préparation d'autres sels de cérium, tels que le trifluorométhanesulfonate de cérium(III), un acide de Lewis, utilisé pour les réactions d'acylations de Friedel-Crafts. Il est également utilisé comme acide de Lewis, en tant que catalyseur, dans les réactions d'alkylation de Friedel-Crafts .
La réduction de Luche des composés carbonylés alpha, bêta-insaturés est une réduction sélective couramment utilisée en synthèse organique, où intervient l'hydrate CeCl3·7H 2 O en présence de borohydrure de sodium. Par exemple, la réduction de la carvone dans ces conditions entraine la formation de l'alcool allylique 1, alors qu'en absence de CeCl3, un mélange de 1 et 2 se forme.
Une autre utilisation importante en synthèse organique concerne l'alkylation des cétones : en substituant les réactifs organolithiens par le chlorure de cérium(III) on évite ainsi la formation d'énolates. Par exemple, on remarque que les conditions réactionnelles ci-dessous entrainent une alkylation douce du composé 3.
Par ailleurs, les réactifs organolithiens sont plus efficaces dans cette réaction que les réactifs de Grignard.